# Bohuňovice (okres Olomouc)
Bohuňovice (Duits: Boniowitz, vroeger ook Bounovice en Bouňovice genoemd) is een Moravische gemeente in de Tsjechische regio Olomouc, en maakt deel uit van het district Olomouc. Bohuňovice telt 2562 inwoners (2023). Op het grondgebied van de gemeente bevindt zich het station Bohuňovice aan de spoorlijn van Olomouc naar Šumperk. De gemeente neemt deel aan het samenwerkingsverband Mikroregion Olomoucko.

## Geschiedenis
- 1078 – De eerste schriftelijke vermelding van Bohuňovice.
- 1960 – De gemeenten Bohuňovice, Moravská Loděnice en  Trusovice worden samengevoegd tot de nieuwe gemeente Bohuňovice.[2]

## Aanliggende gemeenten
| Aangrenzende gemeenten | Aangrenzende gemeenten | Aangrenzende gemeenten | Aangrenzende gemeenten | Aangrenzende gemeenten |
| ---------------------- | ---------------------- | ---------------------- | ---------------------- | ---------------------- |
|                        |                        | Šternberk              |                        |                        |
|                        |                        |                        |                        |                        |
| Štarnov                | Bělkovice-Lašťany      |                        |                        |                        |
|                        |                        |                        |                        |                        |
| Olomouc                |                        | Hlušovice              |                        | Dolany                 |